# Littles Gesetz
Littles Gesetz (auch Littles Theorem, Satz von Little oder Formel von Little) ist eine bedeutende, 1961 von John D. C. Little formulierte und bewiesene Gesetzmäßigkeit in der Warteschlangentheorie.

## Allgemeines
Außerhalb der Rechtswissenschaft (hier gibt es formale Gesetze) spricht man in den übrigen Wissenschaften von einem Gesetz oder einer Gesetzmäßigkeit, wenn aus einer Theorie orts-, zeit- und kulturunabhängige allgemeingültige Aussagen abgeleitet werden, die weltweit dauerhaft, aber nicht immer ausnahmslos, gelten. Naturgesetze sind in der Naturwissenschaft dagegen ausnahmslos geltende Regeln für den Ablauf des Geschehens. Das Gesetz von Little gilt ausnahmslos.
Littles Gesetz beschreibt in Produktionsprozessen jeder Art (von der Automobilherstellung bis zur Abfertigung von Kunden am Schalter) den Zusammenhang zwischen der Anzahl der Produkte, Personen und Dienstleistungen, die einen Produktionsprozess durchlaufen sollen und der Zeit, die zu ihrer Abfertigung oder Fertigstellung benötigt wird.

## Geschichte
John D. C. Little stellte seine Thesen erstmals 1954 in einem Aufsatz vor, ohne sie zunächst zu beweisen. Philip M. Morse forderte 1958 seine Leser auf, eine Situation zu nennen, in der diese Thesen nicht gelten. Little veröffentlichte daraufhin im Juni 1961 mit seinem Aufsatz auch die Beweise für die Gültigkeit seiner Theorie. Hierin erläuterte er an einem Weinkeller, wie viele Weinflaschen ankommen (englisch arrivals), einige Zeit in diesem Lagersystem verweilen und zwecks Verbrauch den Keller wieder verlassen (englisch departures).

## Inhalt
Littles Gesetz geht in seiner Theorie von den Annahmen aus, dass sich die Arbeitsbedingungen nicht ändern, Technologien gleich bleiben und das Personal unverändert bleibt. Die „anstehende Arbeit“ (englisch work in process, {\displaystyle WIP}) können Kunden sein, Auftragseingänge, Barauszahlungen, Lieferungen, Rechnungen oder Gerichtsparteien, die auf ihren Gerichtsprozess warten. Durchsatz (englisch throughput) ist die Rate im Produktionsprozess (Kunden oder Auftragseingänge pro Tag, Liter Bier pro Stunde oder Barauszahlungen pro Monat).
Das Gesetz besagt, dass die durchschnittliche Anzahl von Kunden in einem stabilen System (Unternehmen, Behörde) und einem bestimmten Zeitraum gleich dem Produkt der durchschnittlichen Ankunftsrate und ihrer durchschnittlichen Verweildauer im System ist. Auf die Arbeitswelt übertragen bedeutet dies, dass sich der Arbeitsanfall zu stauen beginnt, wenn mehr Arbeitsaufgaben hinzukommen als Arbeiten erledigt werden.
Der Bestand {\displaystyle L} erhöht sich, wenn sich bei gleichbleibendem Durchsatz {\displaystyle \lambda } die mittlere Durchlaufzeit {\displaystyle W} erhöht:
{\displaystyle L=\lambda \cdot W}.
Verringern sich umgekehrt Bestände, können weniger Arbeitsmittel (wie Werkzeuge, Aktenordner) verloren gehen, die Arbeitsumgebung bleibt übersichtlich (Werkstatt, Schreibtisch), und umso weniger Zeit wird mit Suchen verbracht.
Obwohl dies intuitiv sinnvoll erscheint, ist es ein beachtenswertes Ergebnis: Es impliziert, dass dieses Verhalten vollkommen unabhängig von den benutzten Wahrscheinlichkeitsverteilungen ist und somit keine Annahmen über die Verteilung der Ankunftszeiten oder die Abfertigungsdisziplin getroffen werden müssen.
Eine Modifizierung des Gesetzes von Little ist die Beziehung zwischen Durchlaufzeit {\displaystyle DLZ} (beispielsweise durch eine Produktionsanlage), der Anzahl der durchlaufenden Stücke (oder Personen) {\displaystyle WIP} und dem Durchsatz {\displaystyle \lambda }:
{\displaystyle DLZ={\frac {\text{WIP}}{\lambda }}}.
Gibt es beispielsweise einen Auftragsbestand von 60 Aufträgen und einen Durchsatz von 5 Aufträgen pro Arbeitstag, dann beträgt die Durchlaufzeit 12 Tage ({\displaystyle {\frac {\text{60}}{\text{5}}}=12}). Für die Abarbeitung des Auftragsbestands werden 12 Tage benötigt, vorausgesetzt, es gibt während der Durchlaufzeit keine weiteren Auftragseingänge.

## Anwendung
Littles Gesetz findet im Arbeitsalltag breite Anwendungsmöglichkeiten. Überall dort, wo ein Durchsatz vorhanden ist (Kunden, Rohstoffe, Werkstoffe), spielt Littles Gesetz eine Rolle. Es gilt für Auftragsfertigung, Fließbandfertigung, Kanban, Lieferketten, Logistik, Massenproduktion, Netzwerke, Serienfertigung, Stapelverarbeitung, Transportsysteme, Verbrauchsfolgeverfahren oder Warteschlangen (Callcenter, Kassen, Schalter, Verkehrsstaus, Wartelisten, Wartezimmer). Generell können Bestände bei konstantem Durchsatz nur dann gesenkt werden, wenn die Durchlaufzeit im gleichen Maße reduziert wird. Die Länge der Wartezeit, also ihr Erwartungswert, wird mit Hilfe von Littles Gesetz berechnet. Es zählt zu den zentralen Grundlagen der Warteschlangentheorie.
Die Kingman-Gleichung erweitert die Variablen der Wartezeit (Ankunftsvariation, Prozessvariation und Auslastung), so dass Littles Gesetz mit der Gleichung verbunden ist.